# Gonen (kibboutz)
Gonen (גּוֹנֵן) est un kibboutz créé en 1951.

## Histoire
Gonen est un avant-poste établi le 13 août 1951 en tant que colonie de Nahal
et devient une colonie civile, un an plus tard, à l'aide d'un groupe de scouts. Il s'agit du premier poste avancé placé sous contrôle civil